# Aye (Marche-en-Famenne)
Aye (wa. Åye, Ôye) – dzielnica (section) miasta Marche-en-Famenne w południowo-wschodniej Belgii, w Regionie Walońskim, w prowincji Luksemburg, w okręgu Marche-en-Famenne. 1 stycznia 2020 roku liczyła 2830 mieszkańców. Do 31 grudnia 1976 r. samodzielna gmina. 

## Demografia
Liczba mieszkańców, stan na 1 stycznia:
| Rok                | 1930 | 1947 | 1961 | 2020 |
| ------------------ | ---- | ---- | ---- | ---- |
| Liczba mieszkańców | 1150 | 1158 | 1215 | 2830 |